# André Riou
André Riou (dit L'homme au béret) est un joueur de football français, né le 8 août 1918 à Moulins et mort le 3 octobre 2005 à Villefranche-de-Lauragais, ayant évolué au Toulouse FC à la fin des années 1930 comme attaquant, essentiellement connu par la suite pour sa carrière d'entraîneur hors des frontières hexagonales.
Il occupa également des fonctions de formateur d'équipes de jeunes auprès de la FFF, au début des années 1950, et une fois sa carrière d'entraîneur professionnel achevée en tant que conseiller technique régional jusqu'à l'orée des années 1980.

## Carrière de joueur
- Racing de Paris  France
- Toulouse FC  France

## Palmarès de joueur
- Champion de Zone Sud en 1943 (TFC)

## Parcours d'entraîneur
- Toulouse FC  France: 1944 à 1945

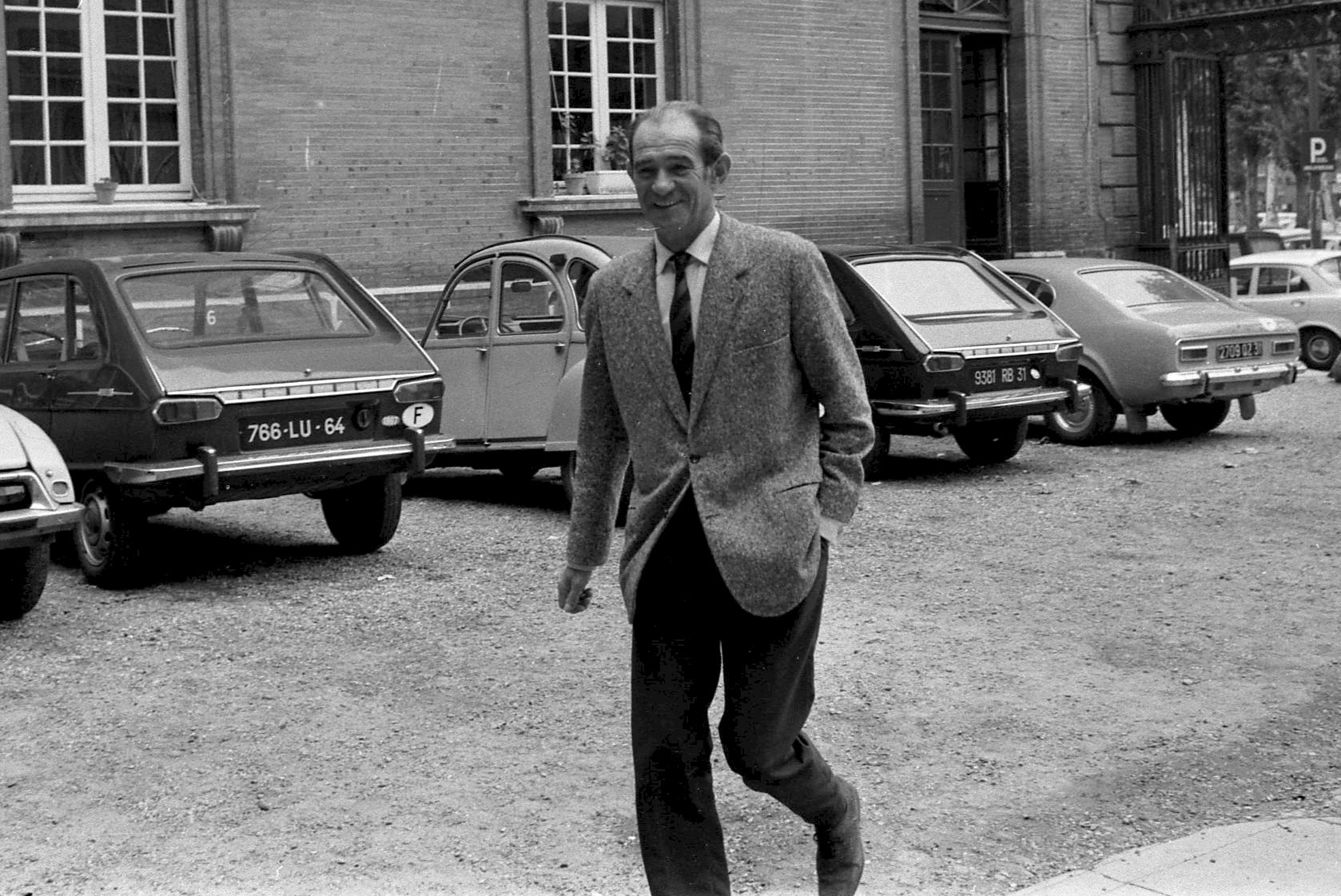
André Riou en 1971 à Toulouse

- Red Star Olympique Audonien/Stade Français  France 1948-dèc.1949 et 1951 à juin 1952
- Amiens SC  France 1949 à 1951
- AS Biterroise  France (D2): juillet 1952 à 1953
- Standard de Liège  Belgique : 1953 (1er entraîneur pro. du club) à 1958
- Daring Club Bruxelles  Belgique : 1958 à 1961
- RAEC Mons  Belgique : 1962 à 1965
- Union Saint-Gilloise  Belgique : 1965 à 1966

## Palmarès d'entraîneur
- Champion de France de D2 : 1952 (avec le Stade Français)
- Champion de Belgique : 1958 (avec le Standard de Liège, 1er titre professionnel national du club)
- Coupe de Belgique : 1954 (avec le Standard de Liège, 1re coupe du club, alors professionnel).